# 고소촌 (돗토리현)
고소촌(五総村)은 일본 돗토리현 야즈군에 설치되었던 촌이다. 현재의 돗토리시의 일부에 해당한다. 

## 개요
촌명은 5개 촌을 통합에 의해 여겨진다.

## 역사
- 1889년 10월 1일 - 정촌제 시행에 의해 지즈군 고소촌이 성립하였다.
- 1896년 4월 1일 - 야카미군, 핫토군, 지즈군이 합병해 야즈군이 성립하여, 야즈군 고소촌이 되었다
- 1915년 4월 1일 - 메이지촌과 합병해 야마가타촌이 성립하여, 동일 고소촌은 폐지되었다.